# Guizhou JL-9
Guizhou JL-9 còn được gọi là FTC-2000 Mountain Eagle (tiếng Trung: 山鹰; bính âm: Shānyīng), là một loại máy bay huấn luyện phản lực tiên tiến và máy bay chiến đấu hạng nhẹ siêu thanh do Guizhou Aviation Industry Import/Export Company (Công ty Xuất Nhập khẩu Công nghiệp Hàng không Quý Châu) (GAIEC) phát triển và chế tạo cho Không quân Quân Giải phóng Nhân dân Trung Quốc (PLAAF) và Không quân Hải quân Quân Giải phóng Nhân dân Trung Quốc (PLANAF).

## Phát triển
Liên doanh tư nhân GAIEC phát triển một dòng máy bay huấn luyện chi phí thấp là FTC-2000 để phục vụ đào tạo cho các phi công lái máy bay chiến đấu thế hệ thứ tư. Mẫu máy bay này được cho là sản xuất tại dây chuyền lắp ráp của Tập đoàn Công nghiệp Máy bay Quý Châu (GAIC) ở An Thuận, Quý Châu và ra mắt tại Triển lãm Hàng không & Vũ trụ Quốc tế Trung Quốc năm 2001.
FTC-2000, với tên gọi JL-9, đã cạnh tranh với Hongdu JL-10 để đáp ứng các yêu cầu huấn luyện nâng cao của PLAAF và PLANAF. JL-10 có công nghệ tiên tiến hơn nhưng cũng đắt đỏ hơn JL-9. Năm 2013, cả hai được đưa vào sản xuất hàng loạt.
Một biến thể máy bay huấn luyện hạ cánh trên tàu sân bay được truyền thông nhà nước Trung Quốc tiết lộ vào năm 2011 có tên là JL-9G. Nó được gia cố phần gầm, mở rộng sải cánh và cửa hút gió siêu âm không chuyển hướng. Nhưng JL-9G bị chứng minh là không phù hợp khi sử dụng thiết bị hãm để giảm tốc độ hạ cánh trên tàu sân bay và chỉ giới hạn trong các hoạt động trên bộ.
Ngày 5 tháng 9 năm 2018, Tân Hoa Xã đưa tin GAIC bắt đầu sản xuất hàng loạt biến thể FTC-2000G. Ngày 28 tháng 9, có thông tin cho rằng chiếc FTC-2000G trong đợt sản xuất đầu tiên đã thực hiện chuyến bay lần đầu. Tháng 4 năm 2020, Trung Quốc cho biết có một quốc gia Đông Nam Á giấu tên đã đặt hàng FTC-2000G, với việc giao hàng dự kiến từ năm 2021 đến 2023.

## Thiết kế

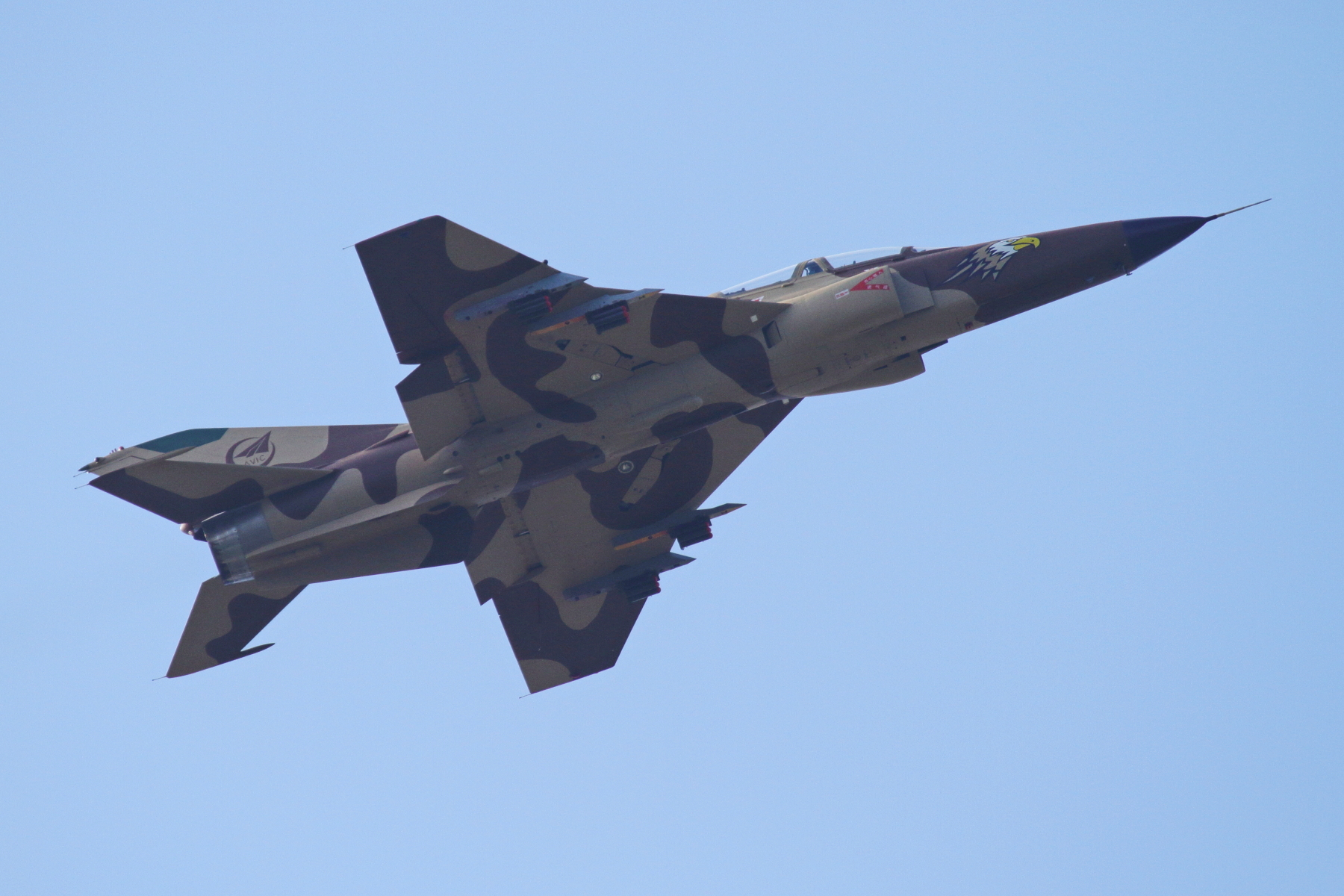
FTC-2000 tại triển lãm Hàng không Chu Hải 2016

FTC-2000 được phát triển từ phiên bản máy bay huấn luyện hai chỗ ngồi của Chengdu J-7 là JJ-7/FT-7; Chengdu J-7 là phiên bản nội địa Trung Quốc của Mikoyan-Gurevich MiG-21. FTC-2000 sử dụng cánh mới, cửa hút gió bên hông thân máy bay và buồng lái màn hình hiển thị; trong khi vẫn giữ nguyên động cơ, phần đuôi và bộ điều khiển cơ học của JJ-7/FT-7.

## Lịch sử hoạt động
Không quân Hải quân Trung Quốc có một trung đoàn JL-9 vào năm 2014.
Không quân Trung Quốc bắt đầu sử dụng JL-9 để phục vụ huấn luyện phi công vào ngày 18 tháng 10 năm 2015.

## Biến thể
- FTC-2000: Phiên bản đầu tiên và tên chỉ định dành cho xuất khẩu.
- FTC-2000G: Máy bay chiến đấu hạng nhẹ hai chỗ ngồi và máy bay huấn luyện chiến đấu dẫn đầu (LIFT).[12] Đây là một trong những máy bay chiến đấu hạng nhẹ rẻ nhất trên thị trường với mục đích thay thế các máy bay cũ như J-7/F-7 và MiG-21. Nó có 7 giá treo vũ khí[13] và có một cửa hút gió siêu thanh không chuyển hướng.[14] Thực hiện chuyến bay đầu tiên vào tháng 9 năm 2018.[15] So với phiên bản FTC-2000, FTC-2000G nặng hơn,[13] có tốc độ tối đa chỉ Mach 1,2 (1.431 km/h)[12] do thiết kế cánh mới,[14][16] và có thời gian bay liên tục kém hơn so với FTC-2000.[13] FTC-2000G có thể mang tối đa 3 tấn vũ khí.[12]
- JL-9: Tên định danh của FTC-2000 hoạt động trong PLA.
- JL-9G: Là mẫu JL-9 được sửa đổi để huấn luyện trên tàu sân bay của PLANAF.[17] Nó được thiết kế để cất cánh trên sàn tàu sân bay theo kiểu nhảy cầu và hạ cánh mô phỏng bằng móc hãm ở đuôi để giảm tốc độ (trên đất liền).[18]

## Quốc gia sử dụng
Trung Quốc
- Không quân Trung Quốc: 30 chiếc JL-9[19]
- Không quân Hải quân Trung Quốc: 28 chiếc JL-9, 12 chiếc JL-9G[20]

 Myanmar
- Không quân Myanmar: Đã giao hàng 6 chiếc (không rõ số lượng đặt hàng)[21][22]

 Sudan
- Không quân Sudan: 6 chiếc[23]

## Thông số kỹ thuật (FTC-2000)
Dữ liệu lấy từ Jane's All the World's Aircraft 2010-2011

### Đặc điểm tổng quát
- Kíp lái: 2 người
- Chiều dài: 14,555 m (47 ft 9 in) không tính đầu dò ở mũi máy bay
- Sải cánh: 8,32 m (27 ft 4 in)
- Chiều cao: 4,105 m (13 ft 6 in)
- Diện tích cánh: 26,15 m2 (281,5 ft2)
- Trọng lượng có tải: 7.900 kg (17.417 lb)
- Trọng lượng cất cánh tối đa: 9.800 kg (21.605 lb)
- Sức chứa nhiên liệu: 2.000 kg (4.409 lb) chứa bên trong + lên đến 1.302 kg (2.870 lb) chứa trong các thùng nhiên liệu phụ bên ngoài
- Động cơ:
  - 1 × động cơ tuốc bin phản lực luồng đốt sau Guizhou Liyang WP-13F (C)
    - Lực đẩy khô: 43,15 kN (9.700 lbf)
    - Lực đẩy khi đốt nhiên liệu phụ trội tăng áp (đốt sau): 63,25 kN (14.220 lbf)

  - 1 × động cơ WP-14C Kunlun-3 (dành cho FTC-2000G)
    - Lực đẩy khô: 53,89 kN (12.110 lbf)
    - Lực đẩy khi đốt nhiên liệu phụ trội tăng áp (đốt sau): 76,53 kN (17.200 lbf)

### Hiệu suất bay
- Vận tốc tối đa: 1.100 km/h (680 dặm/giờ; 590 hải lý)
- Vận tốc bay tối thiểu: 260 km/h (160 dặm/giờ; 140 hải lý)
- Vận tốc bay hành trình: 870 km/h (540 dặm/giờ, 470 hải lý)[16]
- Tầm bay: 863 km (536 dặm, 466 hải lý) với lượng nhiên liệu bên trong
- Trần bay: 16.000 m (52.000 ft)
- Thời gian bay liên tục: 3 tiếng
- Vận tốc bay lên cao: 150 m/s (30.000 ft/phút)
- Trọng lượng chịu tải trên cánh: 374,8 kg/m2 (76,8 lb/ft2)
- Lực đẩy/Trọng lượng: 0,00645 kN/kg (0,658 lbf/lb)
- Chiều dài quãng đường chạy cất cánh: 400–500 m (1.312–1.640 ft)
- Chiều dài quãng đường chạy hạ cánh: 700 m (2.297 ft)

### Trang bị vũ khí
- Pháo: 1 × pháo 23mm[11]
- Giá treo: 5 giá treo với trọng tải tối đa 2.000 kg (4.409 lb), có thể kết hợp mang theo lên đến 3 thùng nhiên liệu phụ[11]
- Tên lửa:
  - 2 × tên lửa không đối không PL-8 (gắn trên giá treo bên trong)
  - 2 × tên lửa không đối không PL-9 (gắn trên giá treo bên ngoài)
  - Tên lửa không đối không SD-10 (chỉ trang bị trên FTC-2000G)[12]
  - Tên lửa dò bức xạ CM-102 (chỉ trang bị trên FTC-2000G)[12]

### Hệ thống điện tử hàng không
- Radar xung Doppler
- Hệ thống thông tin liên lạc
- IFF
- Bộ tiếp sóng
- EFIS
- HOTAS
- GPS / INS